# فوکر دی.۲۱
فوکر دی. ۲۱ (انگلیسی: Fokker D.XXI) یک هواپیمای ساخت فوکر است.